# ウィー・ドント・トーク・エニモア
ウィー・ドント・トーク・エニモア (We Don't Talk Anymore) は、アメリカ人歌手チャーリー・プースが製作しセレーナ・ゴメス をフィーチャーした曲で、彼のデビューアルバム"Nine Track Mind" （2016年）に収録されている。この曲はJacob Kasherが作曲、2016年5月24日にリリースされたアルバムの3番目のシングルである。トロピカルにインスパイアされた曲である。
この曲は、アメリカのBillboard Hot 100でピーク時9位に達し、チャーリー・プースの2曲目、セレーナ・ゴメスの6曲目のトップ10シングルとなった。また、 20カ国以上でトップ10入りし、イタリア、レバノン、ルーマニアでは1位を獲得した。

## 背景
ギターラインは日本での旅行の際に、ビートはフィリピンにて制作し、さらにロサンゼルスでボーカルを録音した。

その数ヶ月後、彼は、MTV Video Music Awardsのアフターパーティーで以前に会ったことのあるセレーナ・ゴメスにその曲を演奏した。声の調和を考え、彼女に曲の2番を歌うように頼んだ。
また、彼女のボーカルはクローゼットの中で15分で録音されたという。
そして、2015年12月10日に二人のコラボレーションを発表、2016年1月10日には2番目のティーザーを投稿した。

## 構成
「ウィー・ドント・トーク・エニモア」はトロピカルを基調としたポップソング。この曲のキーはC♯minorであり、テンポは100Bpm。 
この曲の歌詞について彼は「円満に別れたはずなのに気が変わり、ある人に執着している関係。もう今までみたいに友人のように話すことはできない。そのまま友達でいることもなかなかできない。それは悲しいこと。『ウィー・ドント・トーク・エニモア』は、こういう別れ方をした人たちの気持ちを描いています。」と語っている。

## 評価
Brennan Carleyは「2人のポップス間のヴァースを上手く入れ替えて、かつトロピカルのトレンドを取り入れている」と評し、それは「聞きやすい、価値のあるポップス」と付け加えた。 NJ.comのボビー・オリバーはこの曲を「中毒性があり、ラジオでヒットするために作られたかのように感じる」と書いている。MTVのMadline Rothは、「ボーカルがとても美しく重なっている」と賞賛した。フューズのマリー・シャーマンは、その曲は「とてもキャッチーだ」と言い、あのサビは頭から離れないだろうと語った。 IdolatorのMike Wassもこの曲を絶賛した。

## クレジット
- チャーリー・プース – リードボーカル, 作曲, プロデューサー
- セレーナ・ゴメス – フィーチャードボーカル, 作曲
- Jacob Kasher Hindlin – 作曲